# Azuelo
Azuelo est une ville et une municipalité de la communauté forale de Navarre (Espagne), dans la comarque de Tierra estella et dans la mérindade d'Estella.
Elle est située dans la zone non bascophone de la province. Le castillan est la seule langue officielle alors que le basque n’a pas de statut officiel et à 43 km de sa capitale, Pampelune. Le secrétaire de mairie est aussi celui de Espronceda et Torralba del Río.

## Démographie
| Évolution démographique                                 | Évolution démographique | Évolution démographique | Évolution démographique | Évolution démographique | Évolution démographique | Évolution démographique | Évolution démographique | Évolution démographique | Évolution démographique | Évolution démographique |
| 1996                                                    | 1998                    | 1999                    | 2000                    | 2001                    | 2002                    | 2003                    | 2004                    | 2005                    | 2006                    | 2007                    |
| ------------------------------------------------------- | ----------------------- | ----------------------- | ----------------------- | ----------------------- | ----------------------- | ----------------------- | ----------------------- | ----------------------- | ----------------------- | ----------------------- |
| 63                                                      | 60                      | 55                      | 55                      | 52                      | 53                      | 50                      | 46                      | 43                      | 42                      | 51                      |
| Sources : Azuelo et instituto de estadística de navarra |                         |                         |                         |                         |                         |                         |                         |                         |                         |                         |

### Sources
- (es) Cet article est partiellement ou en totalité issu de l’article de Wikipédia en espagnol intitulé « Azuelo » (voir la liste des auteurs).